# Étienne-Jean-François Le Herpeur
Étienne-Jean-François Le Herpeur (ur. 15 lutego 1797 w Bayeux, zm. 13 kwietnia 1858) – francuski duchowny katolicki, biskup. Święcenia kapłańskie przyjął w 1820 roku, zaś w 1850 został mianowany przez papieża Piusa IX biskupem diecezji Martyniki. Sakrę przyjął 5 stycznia 1851. Diecezją kierował do swojej śmierci w 1858 roku.